# 詹姆斯·康奈利
詹姆斯·康奈利（英語：James Connelly，1932年10月7日—），加拿大男子冰球运动员，场上位置是前锋。他曾代表加拿大参加1960年冬季奥林匹克运动会冰球比赛，获得一枚银牌。